# NGC 2774
NGC 2774 is een spiraalvormig sterrenstelsel in het sterrenbeeld Kreeft. Het hemelobject werd op 21 maart 1784 ontdekt door de Duits-Britse astronoom William Herschel.

## Synoniemen
- MCG 3-24-4
- ZWG 91.15
- PGC 25879